# 弗拉迪夫卡 (扎波罗热州)
47°9′55″N 36°0′3″E / 47.16528°N 36.00083°E
弗拉迪夫卡（烏克蘭語：Владівка）是位於烏克蘭東南部的村莊，由扎波羅熱州別爾江斯克區的切爾尼希夫卡市鎮負責管轄。該村處於貝希姆-喬克拉克河畔，距離斯捷波韋和蘭科韋2公里，始建於1836年，面積2.91平方公里，海拔高度85米，2001年人口1,026。